# Cerda (vellosidad)

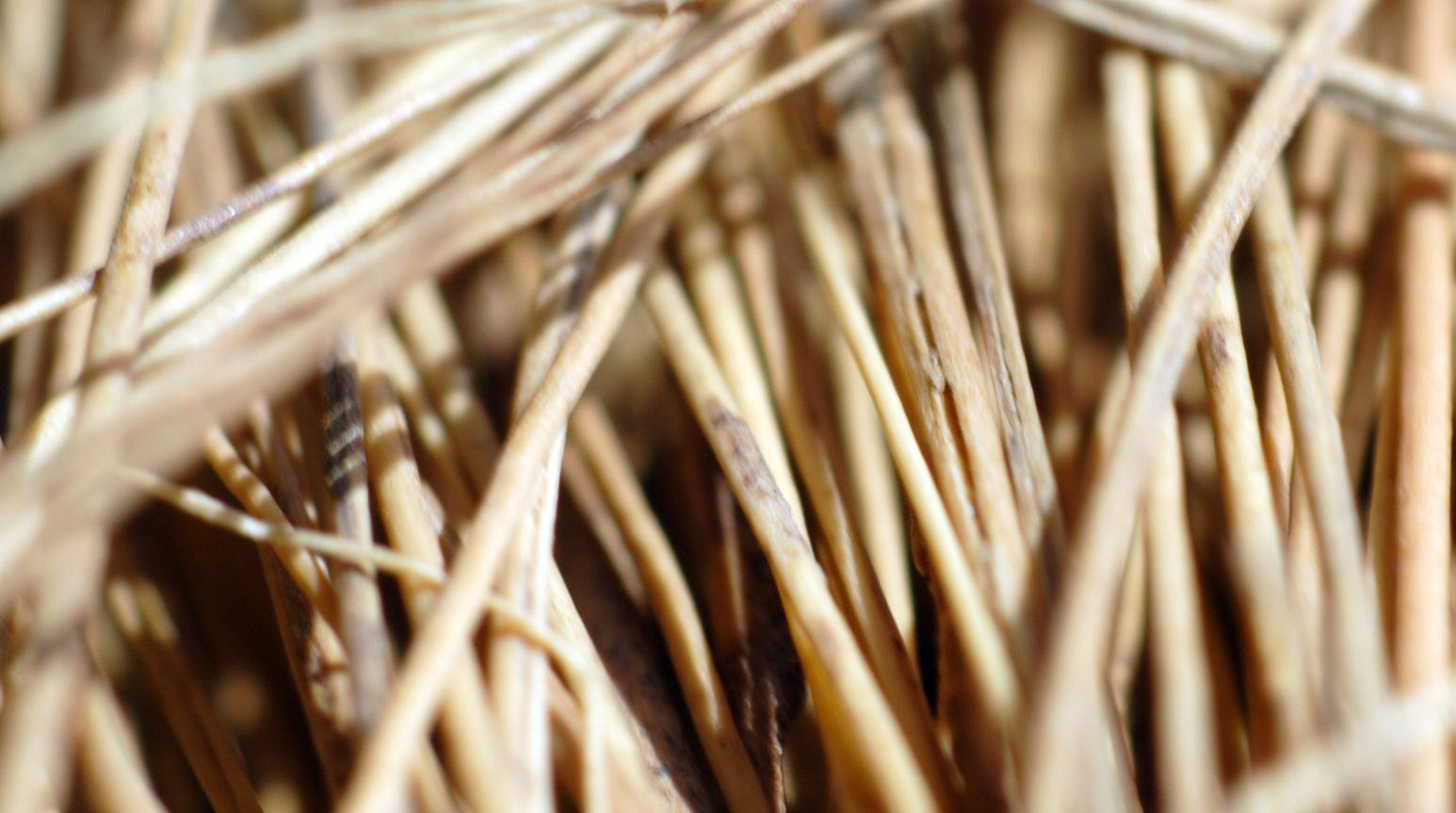
Cerdas de una escoba

Se llama cerda a un cabello o vellosidad rígida de longitud moderadamente larga, tradicionalmente de cerdos, jabalíes u otros mamíferos con pelos recios no muy largos, pero el término ha sido extendido por similitud para nombrar el mismo tipo de apéndices vellosos en otros animales. El nombre se mantiene al elaborarse utensilios con ellas, como las brochas y, en consecuencia, se ha extendido por analogía para denominar también a las vellosidades de cualquier otra herramienta como las escobas.